# Swati Mohan
Swati Mohan (Bangalore, ...) è un'ingegnere statunitense di origini indiane.
È una ingegnere aerospaziale responsabile delle operazioni di guida e controllo della missione Mars 2020 della NASA.

## Biografia

### Infanzia e istruzione
Mohan è nata a Bangalore nello stato di Karnataka in India ed è emigrata negli Stati Uniti quando aveva un anno. Originariamente pensava di diventare una pediatra, ma all'età di 16 anni ha seguito un corso di fisica e ha deciso di studiare ingegneria per perseguire una carriera nell'esplorazione spaziale. Ha studiato ingegneria meccanica e aerospaziale all'Università Cornell, prima di completare il master e il dottorato in aeronautica e astronautica presso il Massachusetts Institute of Technology.
Al MIT ha fatto ricerche sulle operazioni in orbita nello Space Systems Laboratory con il professor Dave Miller. Ha lavorato con i banchi di prova dello SPHERES, SWARM e ALMOST. Con lo SPHERES ha eseguito diversi test sulla Stazione spaziale internazionale. Ha anche lavorato alla competizione Zero Robotics per gli studenti delle scuole medie e superiori. È stata coinvolta nel Graduate Student Council del MIT, nel Sidney-Pacific Residence Hall (incluso il Sidney-Pacific Inter-Cultural Exchange) e nelle organizzazioni studentesche Graduate Association of Aeronautics and Astronautics (GA^3).

### Carriera

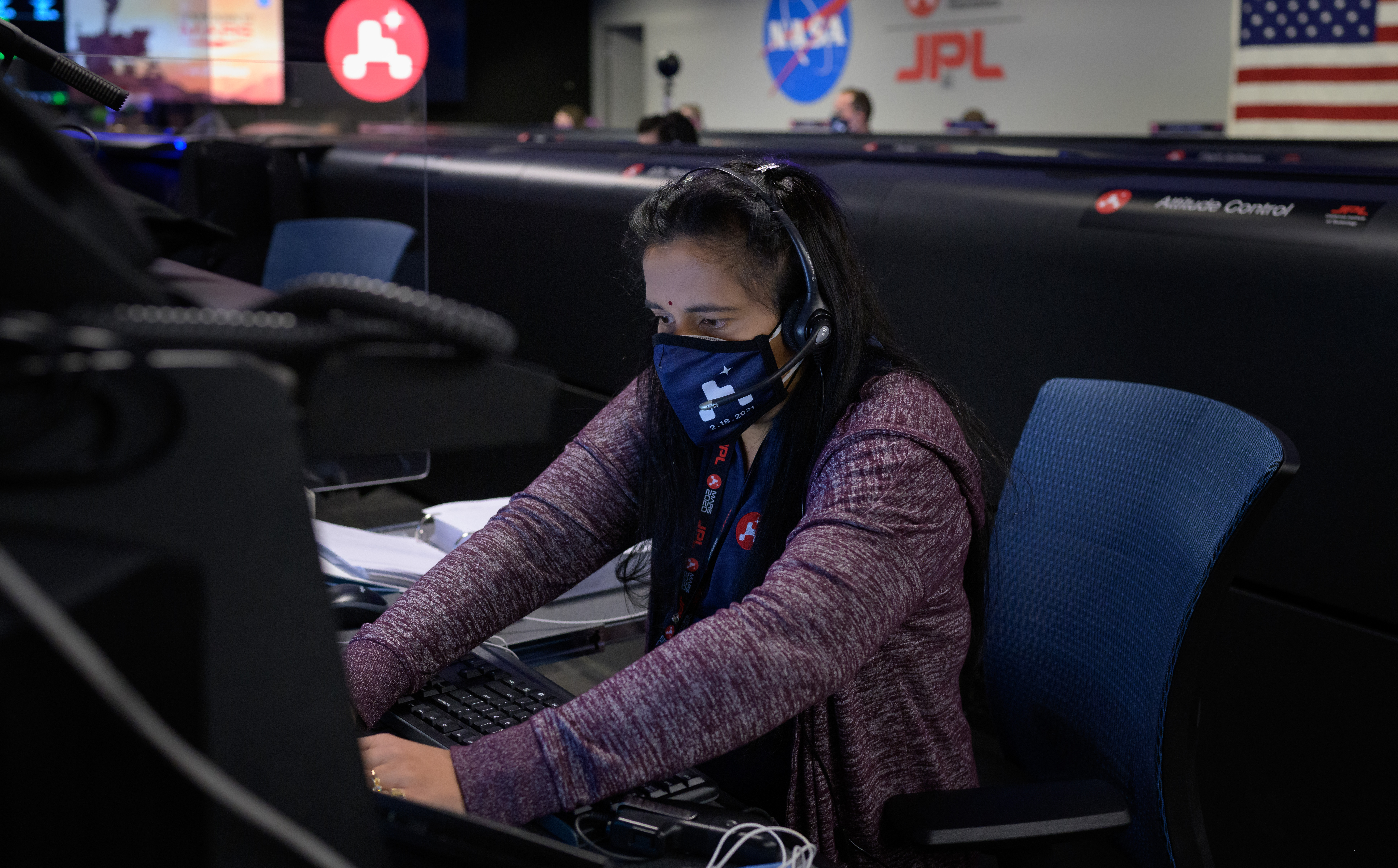
Mohan esamina i monitor al Controllo missione il 18 febbraio 2021 al Jet Propulsion Laboratory della NASA a Pasadena in California.

Mohan lavora al Jet Propulsion Laboratory della NASA a Pasadena in California ed è la Responsabile delle operazioni di guida e controllo per la missione Mars 2020. Mohan si è unita al team di Mars 2020 nel 2013, poco dopo che il team è stato assemblato. Nel suo ruolo è stata incaricata di assicurare che la navicella spaziale che trasporta il rover fosse orientata correttamente durante il suo viaggio verso Marte e durante l'atterraggio sulla superficie del pianeta. Ha annunciato gli eventi dell'atterraggio dall'interno del Controllo missione quando il rover è atterrato su Marte il 18 febbraio 2021 ed ha confermato l'atterraggio.
In precedenza, aveva lavorato alla missione spaziale Cassini-Huygens verso Saturno e al Gravity Recovery and Interior Laboratory, una coppia di piccoli veicoli spaziali che hanno mappato il campo gravitazionale della Luna.